# Deutsches Showballett Berlin
Das Deutsche Showballett Berlin ist ein deutsches Tanzensemble im Fernsehen und auf der Bühne.

## Geschichte
Das Deutsche Showballett Berlin wurde 2003 vom Berliner Medienmanager Peter Wolf gegründet. Nach diversen Live-Auftritten wurde das Ensemble 2004 bei der Gründung der ZDF-Samstagabendshow Willkommen bei Carmen Nebel als fester Bestandteil in die Sendung integriert. Es folgten Auftritte in den Fernsehshows ZDF-Fernsehgarten, Liebesgrüße (ZDF), Deutscher Filmpreis (ARD)  sowie die Hitgiganten (SAT.1). Das tänzerische Repertoire umfasst klassisches Ballett, Jazzdance sowie Streetdance. Die Tanzkompanie besteht aus 26 Tänzerinnen und Tänzern.
Das Ensemble war 2009 mit Anna Maria Kaufmann auf deren Tournee Musical Diva im deutschsprachigen Raum unterwegs. Auch bei Präsentationen und Galaabenden ist das Deutsche Showballett Berlin präsent. Im März 2009 überboten die Damen gemeinsam mit dem Ballett des Friedrichstadtpalasts Berlin und 112 Beinen im ZDF den bisherigen Weltrekord der längsten Girlreihe der Welt von 1987. 
Das Deutsche Showballett wurde im Januar 2013 vom Deutschen Fernseh-Ballett übernommen.